# 2MASS 1237+6526
2MASS 1237+6526 är en ensam stjärna i den mellersta delen av stjärnbilden Draken. Den har en skenbar magnitud av ca 16,05 och kräver ett stort teleskop för att kunna observeras. Baserat på parallaxmätning av bruna dvärgar på ca 96,1 mas, beräknas den befinna sig på ett avstånd på ca 34 ljusår (ca 10 parsek) från solen.    

## Egenskaper
2MASS 1237+6526 är en brun dvärg av spektralklass T6.5. Den kan potentiellt visa norrsken, vilket skulle vara signifikant eftersom extrasolärt norrsken inte har upptäckts tidigare, men detta har inte slutgiltigt visats. Den har en massa som är ca 0,035 solmassa , en radie som är ca 0,11  solradie  och har ca 6,25 x 10-6 gånger solens utstrålning av energi från dess fotosfär vid en effektiv temperatur av ca 850 K.

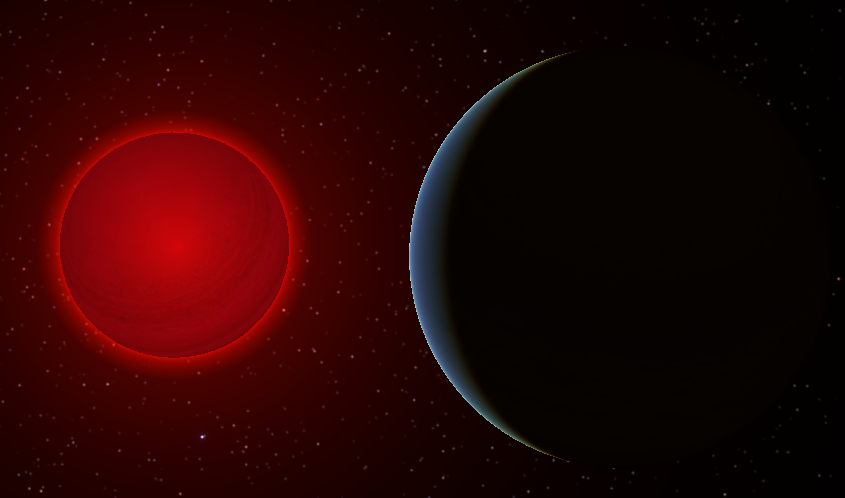
T-typ brun dvärg 2MASS 1237+6526 och hypotetisk följeslagare

2MASS 1237+6526 kan sannolikt vara värd för en följeslagare med mycket låg massa (ännu oupptäckt men härledd), möjligen i planetregimen. Detta har dragits slutsatsen från ovanlig Hα-emission som den uppvisade tidigare.

## Planetsystem
År 2003 drogs slutsatsen att det finns en följeslagare med låg massa som kretsar kring den bruna dvärgen 2MASS 1237+6526. Ett sådant objekt skulle ha en massa mellan 3 och 12 Jupitermassor och ha en omloppsperiod av nästan 4,56 timmar. Om det bekräftas skulle det vara den exoplanet som har den kortaste perioden och kretsar kring det svagaste objektet hittills. Med mycket svag ljusstyrka hos den primärstjärnan ligger vattenzonen inom 0,0025 astronomiska enheter, så en förmodad planet kan sannolikt behålla stora mängder vatten och ammoniak. Dessutom skulle båda objekten ha ungefär samma storlek.
| Planet         | Massa       | Halv storaxel (AE) | Siderisk omloppstid (d) | Excentricitet | Inklination | Radie |
| -------------- | ----------- | ------------------ | ----------------------- | ------------- | ----------- | ----- |
| b (obekräftad) | ≥ 3 - 12 MJ | ≤0,003 ±           | ≥0,19                   | 0? ±          | -           | -     |